# Tatra 57
Tatra 57 s přezdívkou Hadimrška byl malý automobil kopřivnické firmy Tatra, vyráběný v letech 1931–1948. Celkem vzniklo téměř 27 000 vozů všech verzí a Tatra 57 se stala jedním z nejrozšířenějších automobilů v předválečném Československu. Vůz byl oblíbený pro svoji spolehlivost a jednoduchou údržbu. Typ Tatra 57 A byl licenčně vyráběn v Rakousku firmou Austro-Tatra.

## Tatra 57

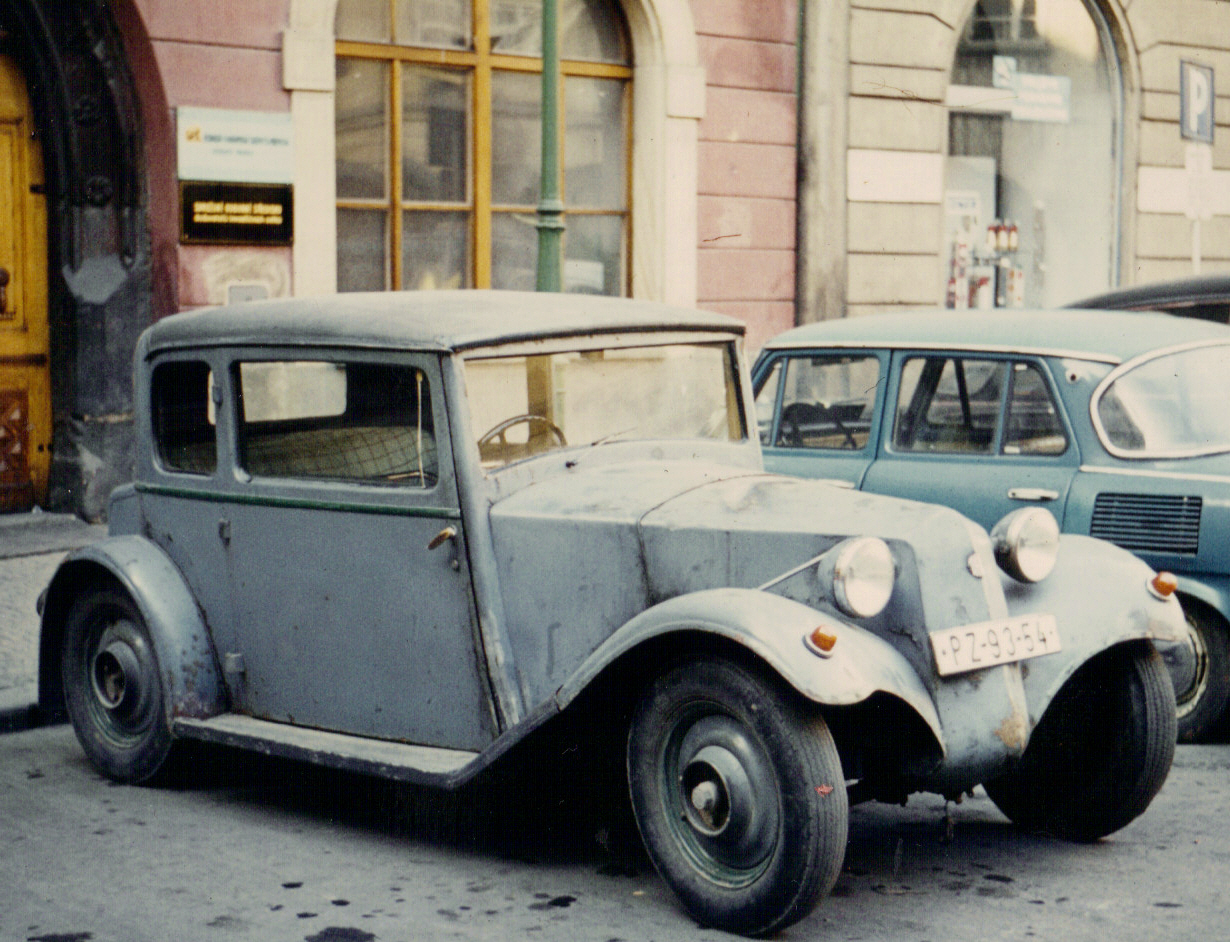
Tatra 57 v běžném provozu, Praha 1972

Vůz Tatra 57 vznikl jako nástupce typu Tatra 12, jehož základní koncepci (páteřový rám, výkyvné polonápravy a vzduchem chlazený motor typu boxer) převzal. Hlavními konstruktéry nového vozu byli Erich Übelacker a Erich Ledwinka, syn Hanse Ledwinky, technického ředitele automobilky. Nejdůležitější změnou byl zcela nový a větší čtyřválcový motor o objemu 1155 cm³ (oproti dvouválci 1057 cm³ v Tatře 12) a nezávislé zavěšení předních kol na dvojici nad sebou umístěných příčných listových per. Tvary karoserie navazovaly na starší typ, především charakteristická "žehličková" přední kapota, vyklápěná vzhůru i s předními blatníky.
Dosud utajovaná Tatra 57 byla poprvé představena na pražském autosalonu v říjnu 1931, v období těžké hospodářské krize. Její cena 25 000 Kč byla nižší než u srovnatelných vozů konkurenčních českých značek. Sériová výroba byla zahájena 22. března 1932, prvních tisíc vozů bylo vyrobeno již během dvou a půl měsíce, k 13. červnu stejného roku. Tatra 57 se stala zdaleka nejprodávanějším typem automobilky, které pomohla překonat nejtěžší období krize. V roce 1933 tvořila 90 % všech vyrobených vozů firmy Tatra. Nejčastějším provedením byl dvoudveřový sedan, dalšími variantami byl polokabriolet, kabriolet, dodávka a kombi. Byla dodávána i samostatná šasi. Do konce výroby roku 1935 vzniklo 5997 vozů.
Tatra 57 nesla ze začátku přezdívku malá tatra, později získala mnohem známější přízvisko Hadimrška, podle filmu To neznáte Hadimršku z roku 1931. Toto neoficiální jméno dokonce automobilka používala v propagačních materiálech.

## Tatra 57 A

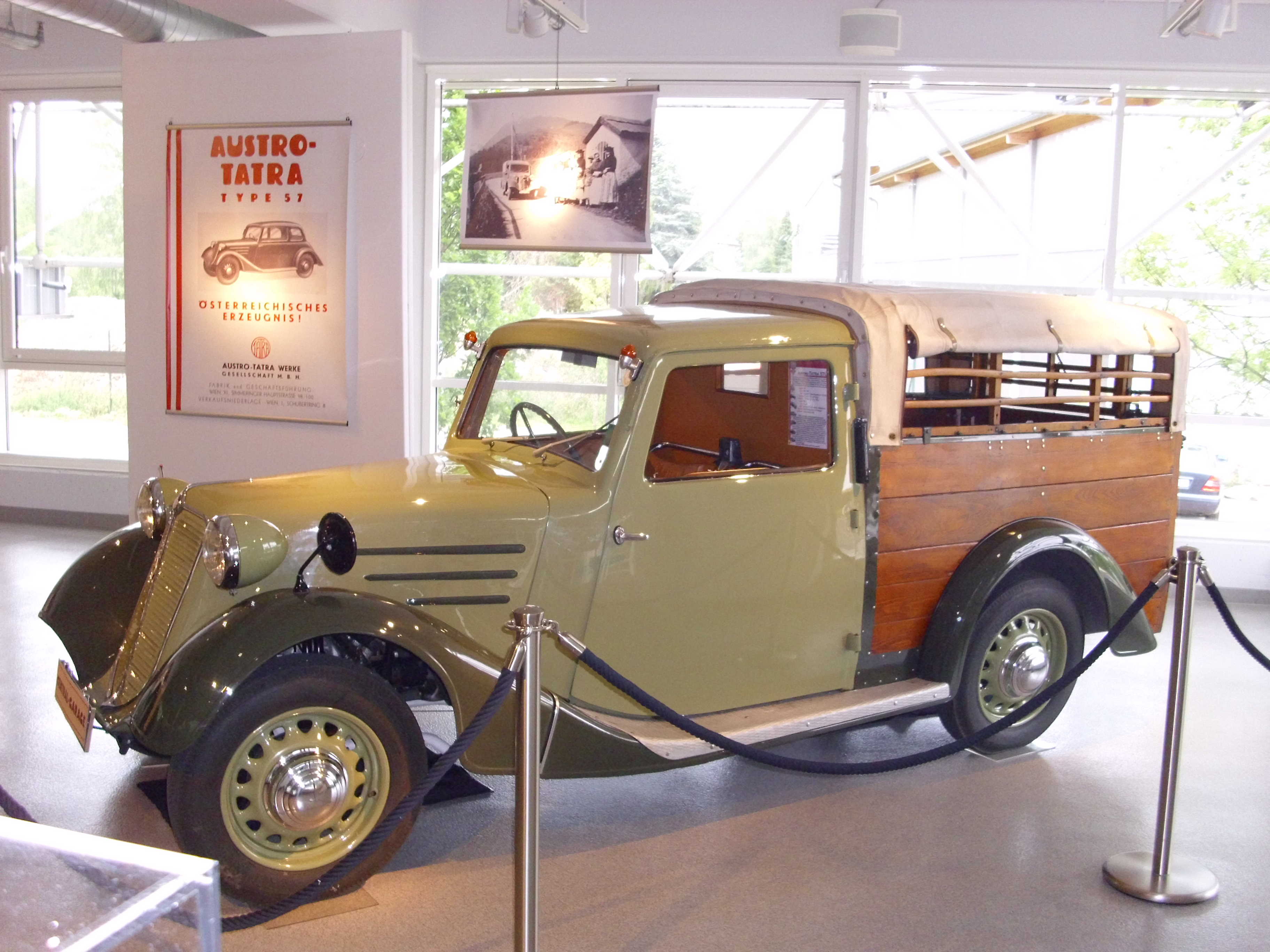
Dodávková Austro-Tatra 57 A z roku 1938

Inovovaná Tatra 57 A debutovala na pražském autosalonu v říjnu 1935. Napohled největší změnou byla nová prostornější karosérie moderních tvarů, odvozená z většího typu Tatra 75. Byl upraven i motor, došlo ke snížení jeho hlučnosti a zvýšení životnosti. Kvůli kompenzaci nárůstu hmotnosti byly zvýšeny otáčky motoru a tím došlo k nárůstu nejvyššího výkonu z 18 na 20 k. Vůz dostal o 10 l větší palivovou nádrž (35 l) a tvrzená skla. Vozy Tatra 57 A byly, stejně jako jejich předchůdce, vyráběny v řadě karosářských variant. Řada vozů byla dále opatřena zakázkovými karosériemi od různých karosáren, jako Sodomka, Bohemia aj. Během let 1935 až 1938 bylo v Kopřivnici vyrobeno přes 8000 vozů.
V roce 1937 vznikla exportní série 40 otevřených vojenských vozů pro Čínu.
Tatra 57 A byla licenčně vyráběna v Rakousku, ve vídeňském závodě Austro-Tatra. Nejprve byly vozy montovány z dovážených dílů. Od dubna 1937 pak kvůli daňovým důvodům probíhala kompletní výroba včetně motoru a podvozku, která skončila anšlusem Rakouska. Kompletně v Rakousku vyrobených vozů vzniklo asi 300.

## Tatra 57 B

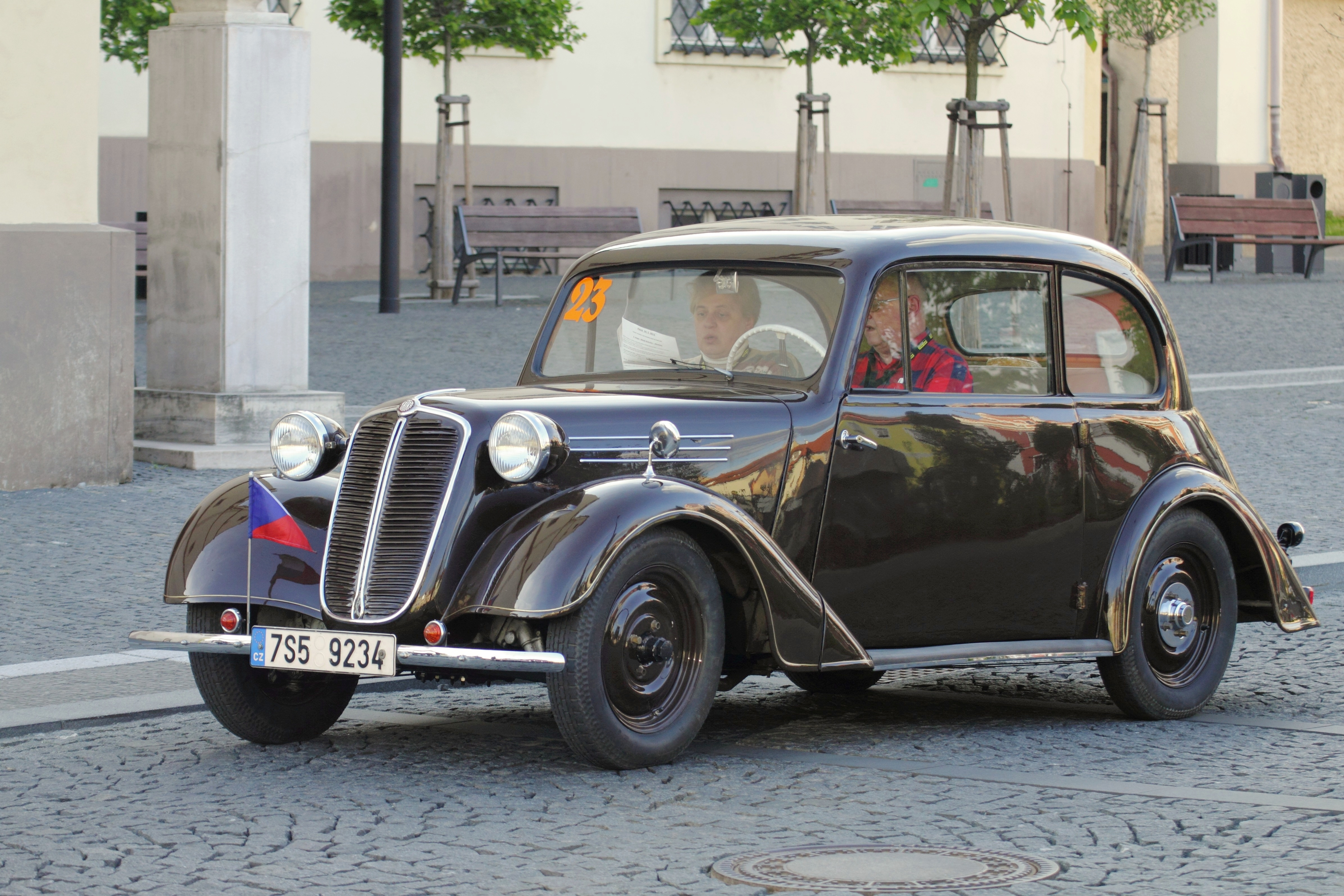
Tatra 57 B na Oldtimer Bohemia Rally

Na podzim 1938 byla zahájena výroba modernizované Tatry 57 B. Díky zvětšenému vrtání se zdvihový objem motoru zvýšil na 1256 cm³. Výkon vzrostl na 25 k při nezměněných otáčkách. Karosérie byla lehce modernizována - vůz dostal novou oblou masku, subtilnější dveřní sloupky a upravenou záď s vyklápěcím víkem. Rezervní kolo bylo přesunuto dovnitř zavazadlového prostoru. Tatra 57 B byla také standardně vybavena předním nárazníkem (dříve jen na přání).
V době náběhu výroby Tatry 57 B se již Kopřivnice nacházela na území Německé říše, kam připadla po odstoupení Sudet v říjnu 1938. Vozy Tatra 57 B proto byly vyráběny s řízením vlevo.
Oproti starším typům 57 a 57 A byly téměř všechny vozy typu 57 B vyrobeny jako dvoudveřové sedany (tudory). Kromě nich v poválečných letech vzniklo několik desítek vozů s karosérií kombi.
Tatry 57 B se vyráběla do roku 1942, kdy byla produkce kvůli válečným potřebám zastavena. Po válce došlo k obnovení výroby, mezi lety 1946–1948 vzniklo asi 3500 vozů. Celkem během deseti let (1938–1948) vzniklo 6469 vozidel.
V roce 1947 byl v karosárně Sodomka postaven prototyp na bázi vozu Tatra 57 B. Jeho tvůrcem byl karosářský mistr Miroslav Říha. Vůz se zachoval až do současnosti.
Tatra 57 B byla posledním lidovým vozem automobilky, podle vládního rozhodnutí se nadále Tatra věnovala pouze produkci nákladních (Tatra 111) a služebních osobních vozů (Tatra 600).

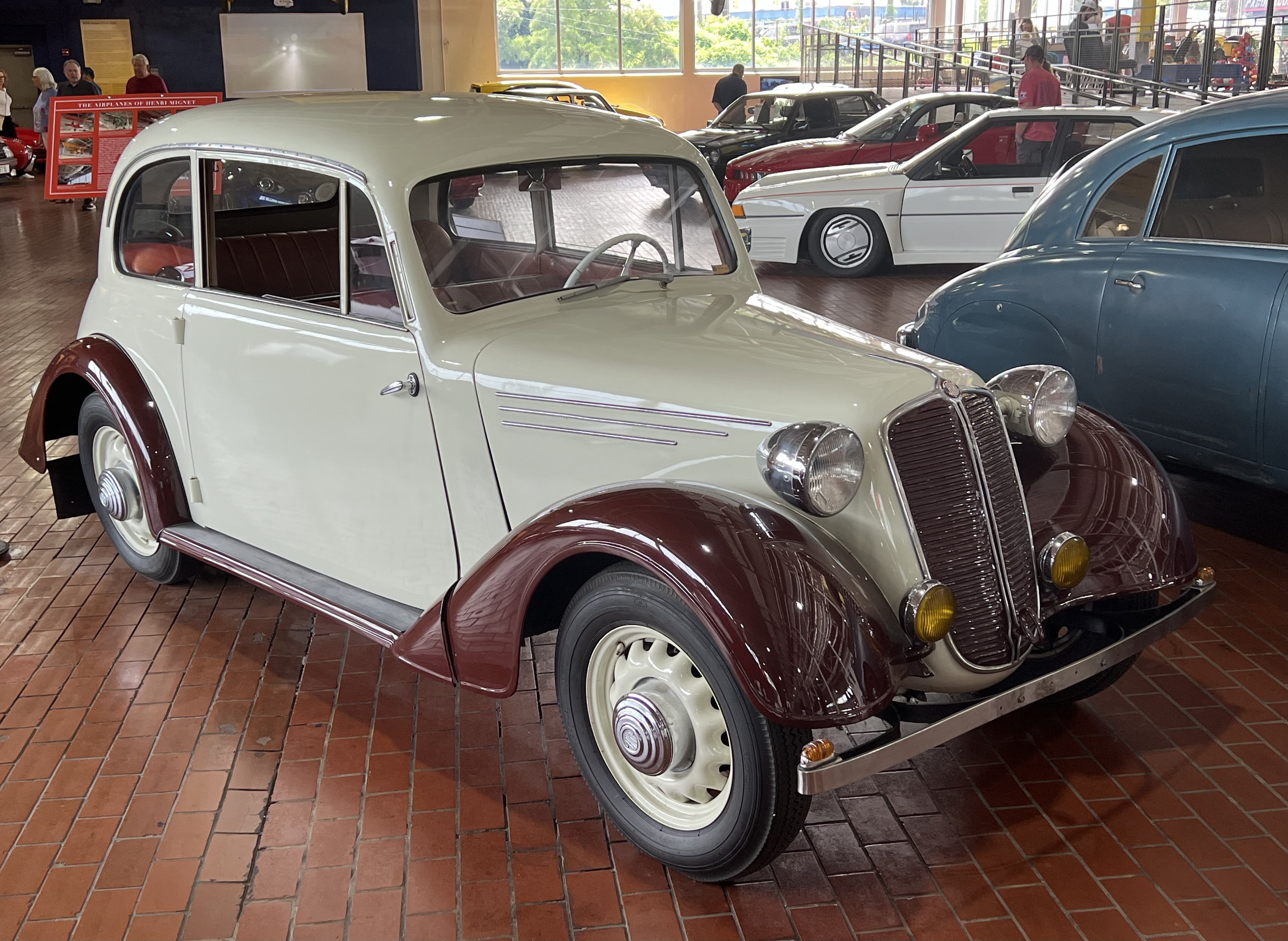
Vůz Tatra 57 B z roku 1938
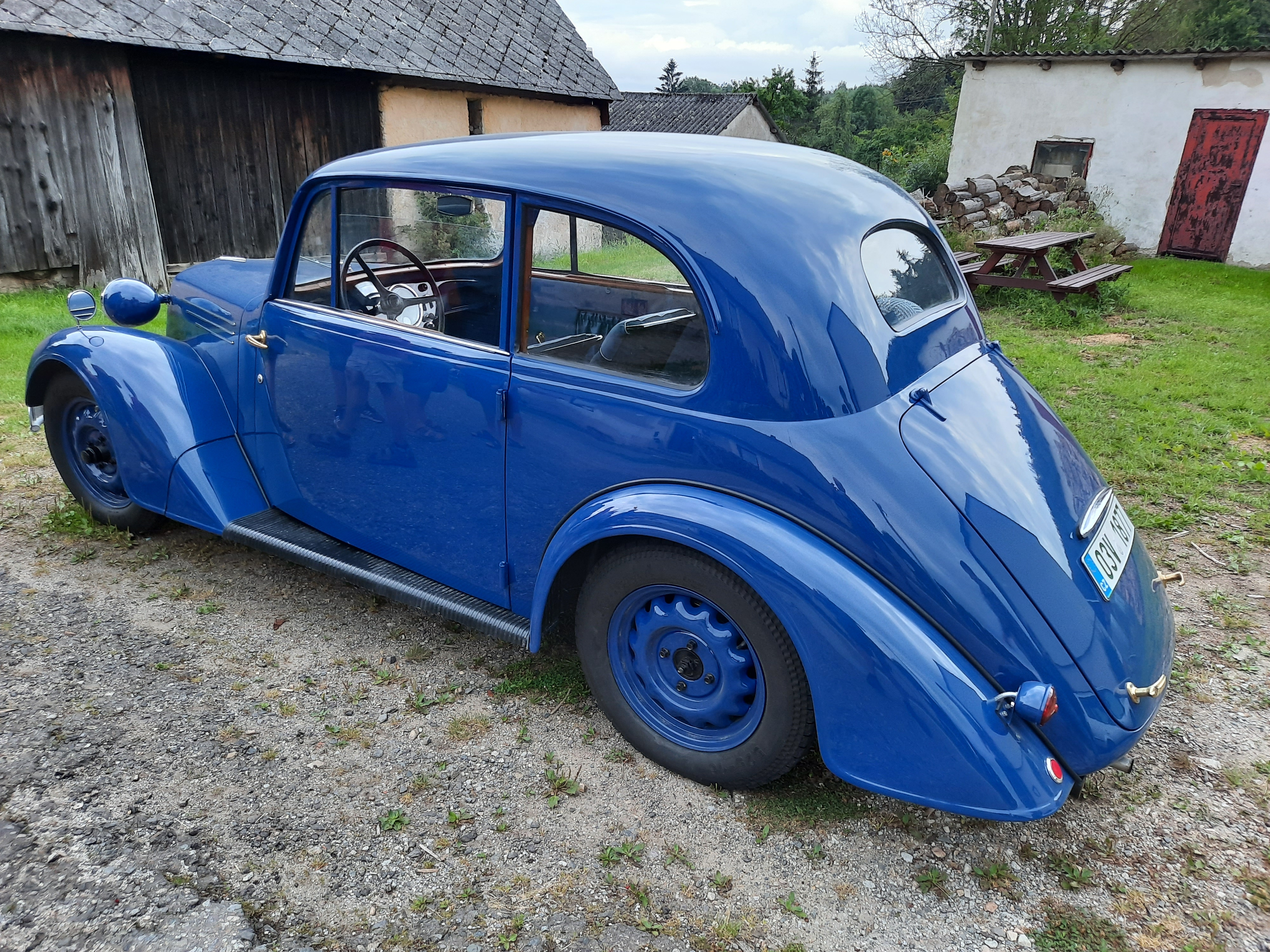
Vůz Tatra 57 B
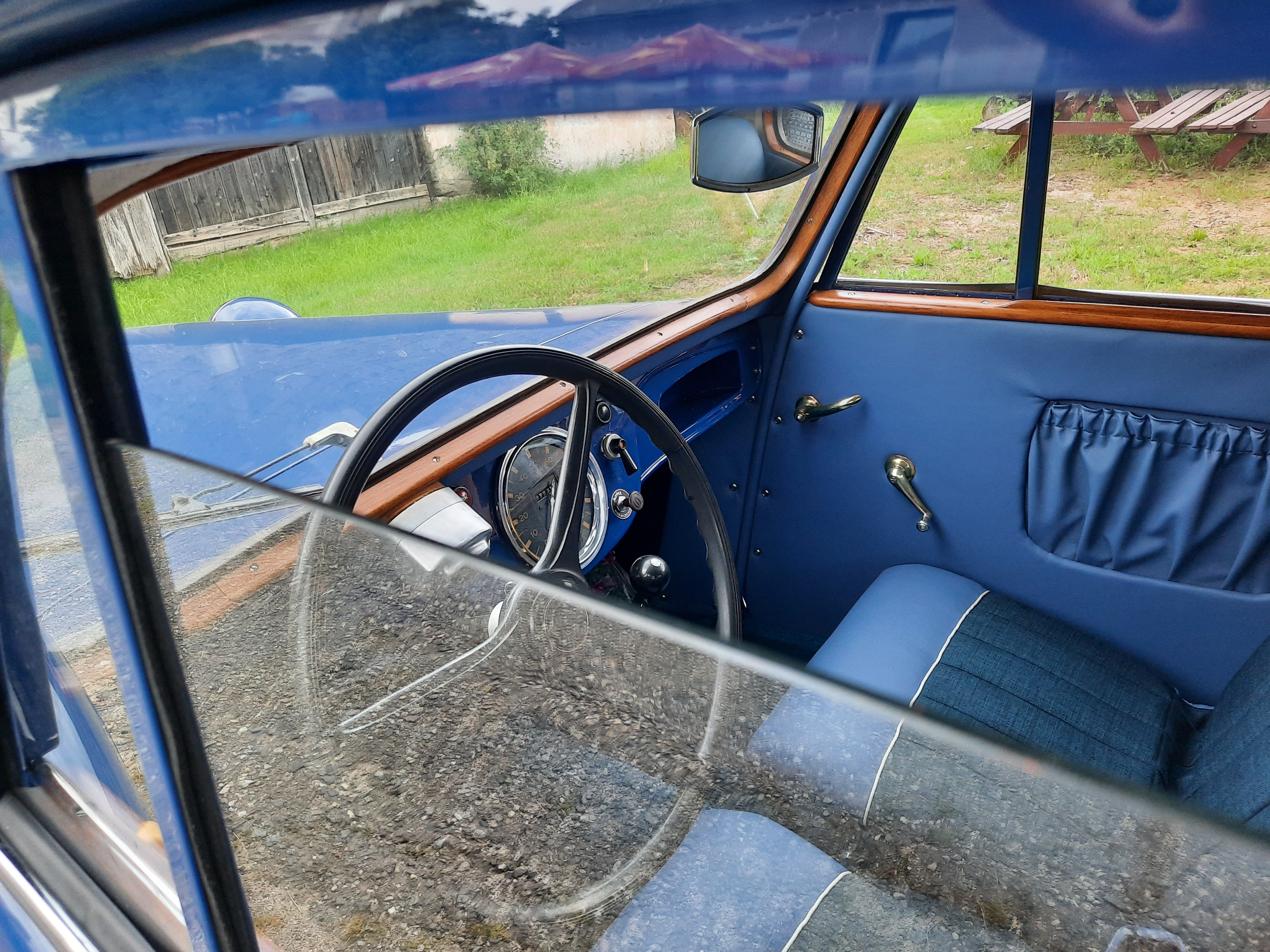
Interiér vozu Tatra 57 B
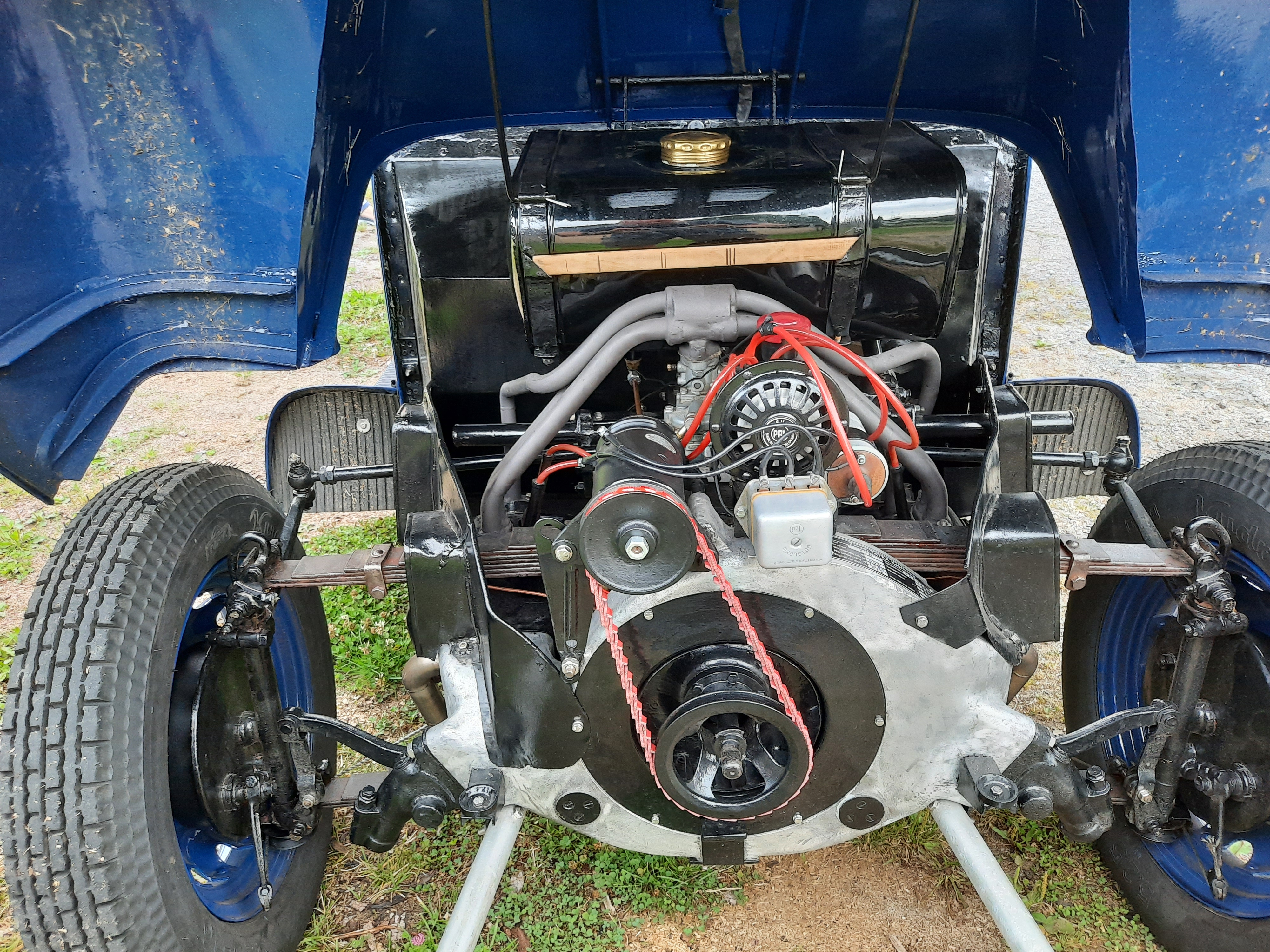
Motorový prostor vozu Tatra 57 B

Ve sbírkách Muzea pro komunikace v Bernu je vůz Tatra 57 B v provedení pro švýcarskou poštu z roku 1947.

## Tatra 57 K
Tatra 57 K (K z německého Kübelwagen) byla vojenská verze vyráběná v letech 1937 až 1947.
Automobil byl odvozen z vozu Tatra 57 B, podvozek měl oproti T 57 B zvýšenou světlost pro lepší průchodnost terénem. To bylo dosaženo úpravou umístění čepů přední nápravy a použitím zesílených listových per na obou nápravách. Přední část karoserie se téměř shodovala s typem 57 B, od čelního okna byl však vůz velmi odlišný. Hranatá pětimístná karoserie měla čtyři malá dvířka, skládací plátěnou střechu a provizorní boční okna. Na téměř kolmé zádi bylo zavěšeno rezervní kolo a dva dvacetilitrové kanystry. Vůz byl navíc vybaven tlakoměrem mazání na palubní desce. Na sacím potrubí byly dále umístěny uzávěry pro přímé dávkování benzínu nebo éteru kvůli usnadnění startování motoru v mrazech.
Vůz byl konstruován a vyráběn v tehdejším závodě Ringhoffer Tatra Werke A.G. až do roku 1944 pro německý wehrmacht. Během roku 1941 bylo vyrobeno 40 vozů T 57 K, v následujícím roce 2 090 a v roce 1943 dokonce 3 384 kusů. V roce 1945 bylo vyrobeno pouze jedno vozidlo.
Po skončení druhé světové války s výrobou série T 57 K v počtu 500 kusů pokračovala Tatra v roce 1948. Automobily T 57 K byly používány v československé armádě a jednotkách ministerstva vnitra. Byly postupně nahrazeny typem Škoda 1101 VO.

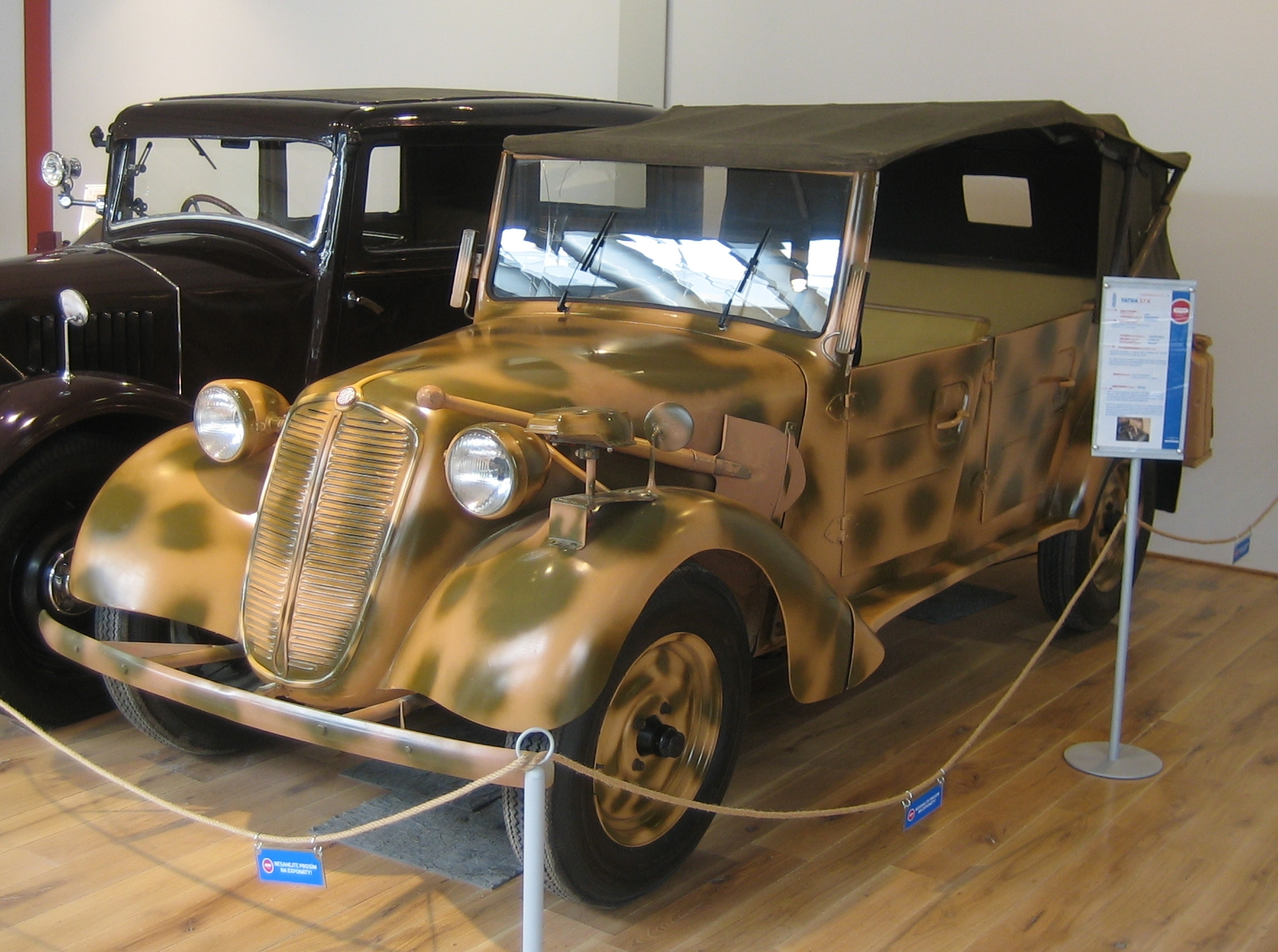
Tatra 57 K v barvách Wehrmachtu
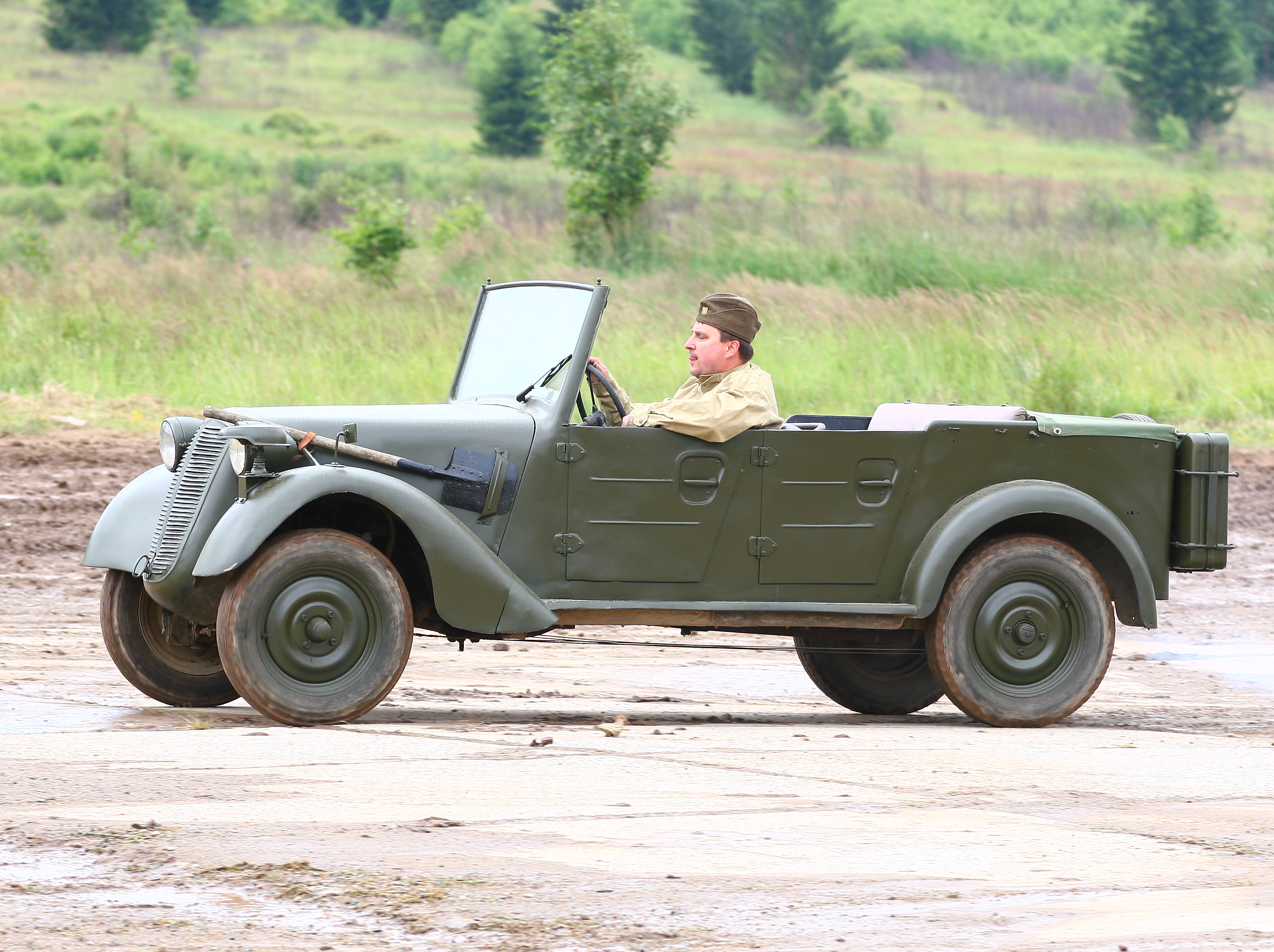
Tatra 57 K československé armády
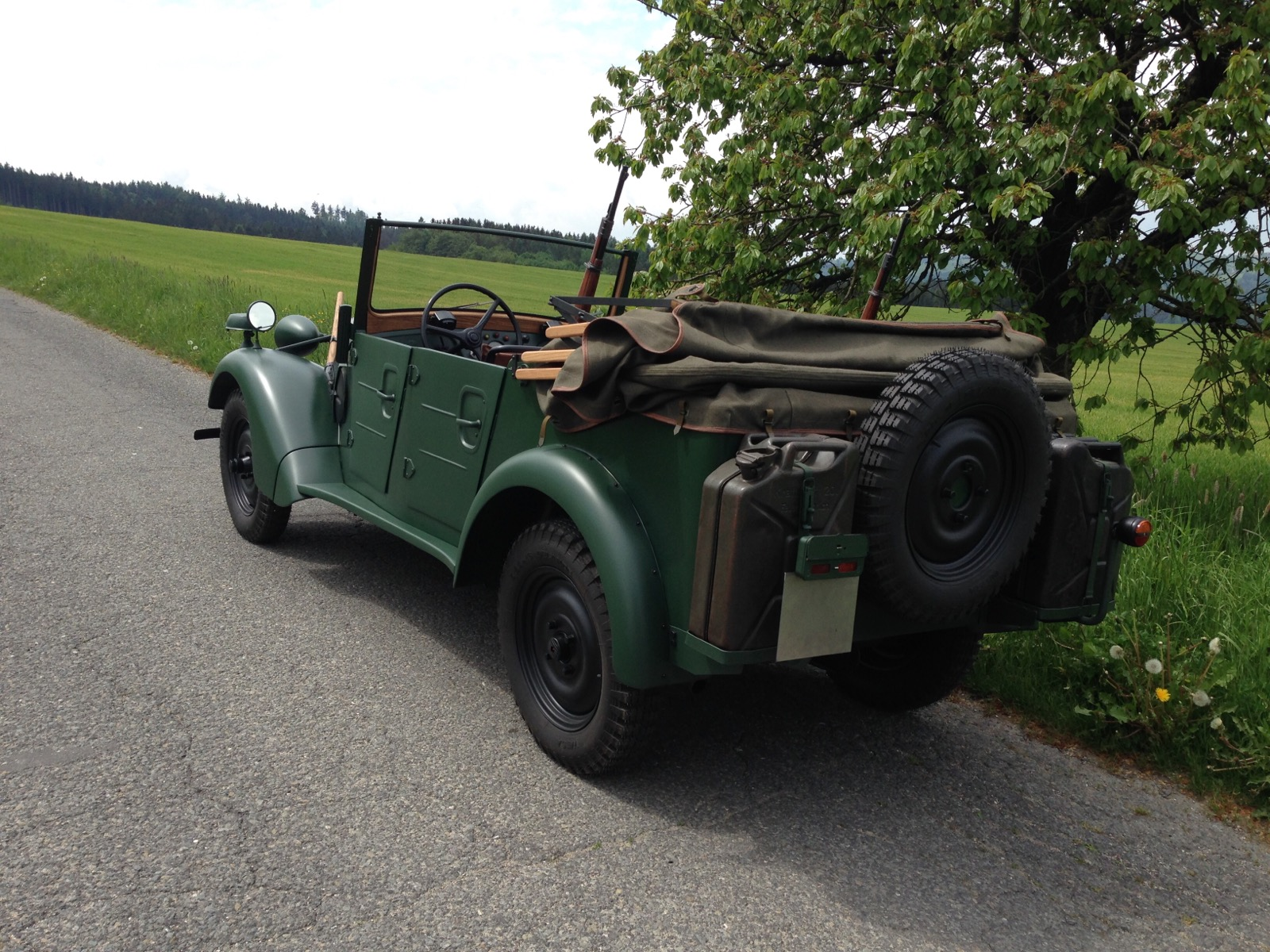
Policejní zelená
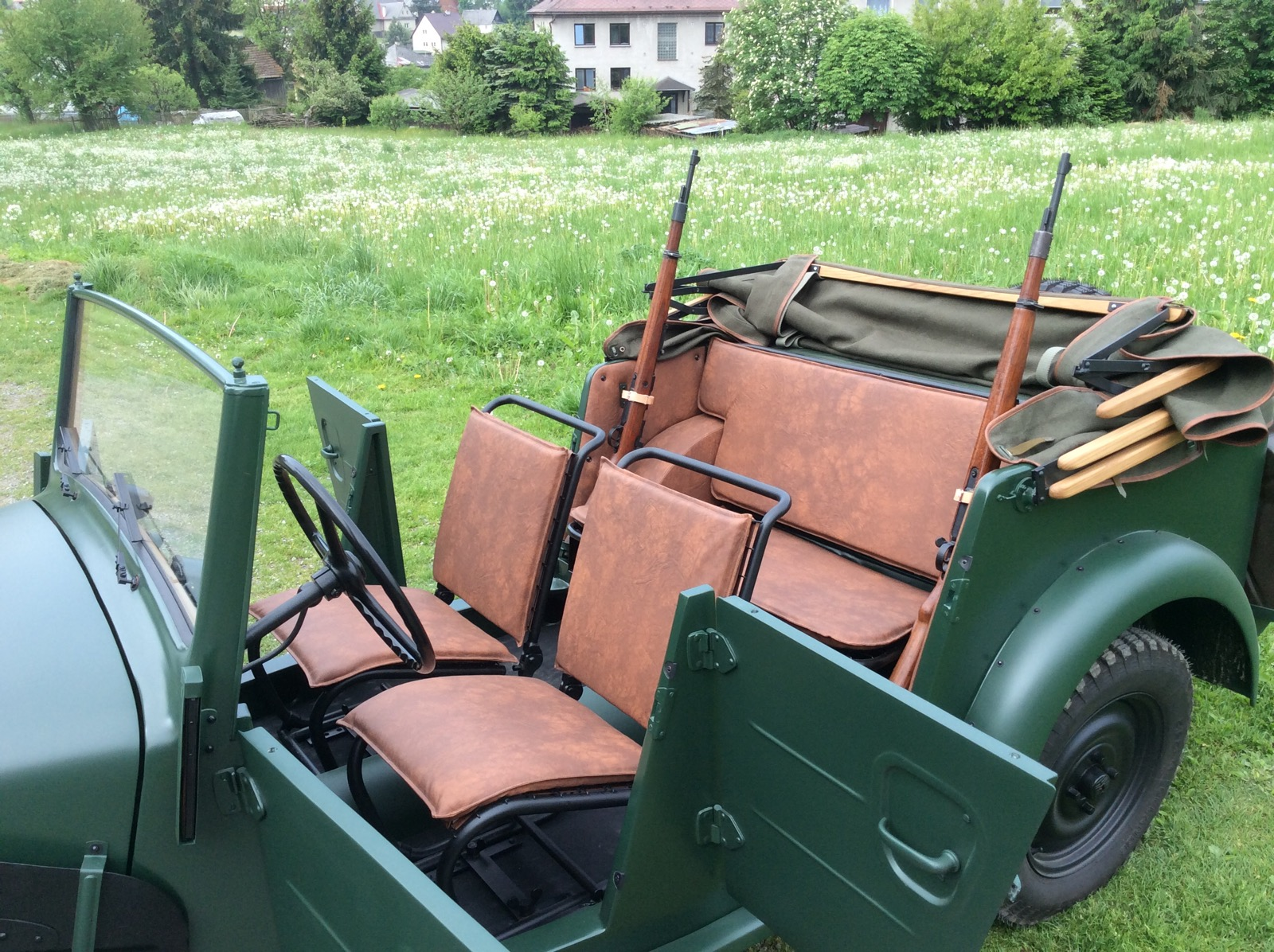
Policejní zelená
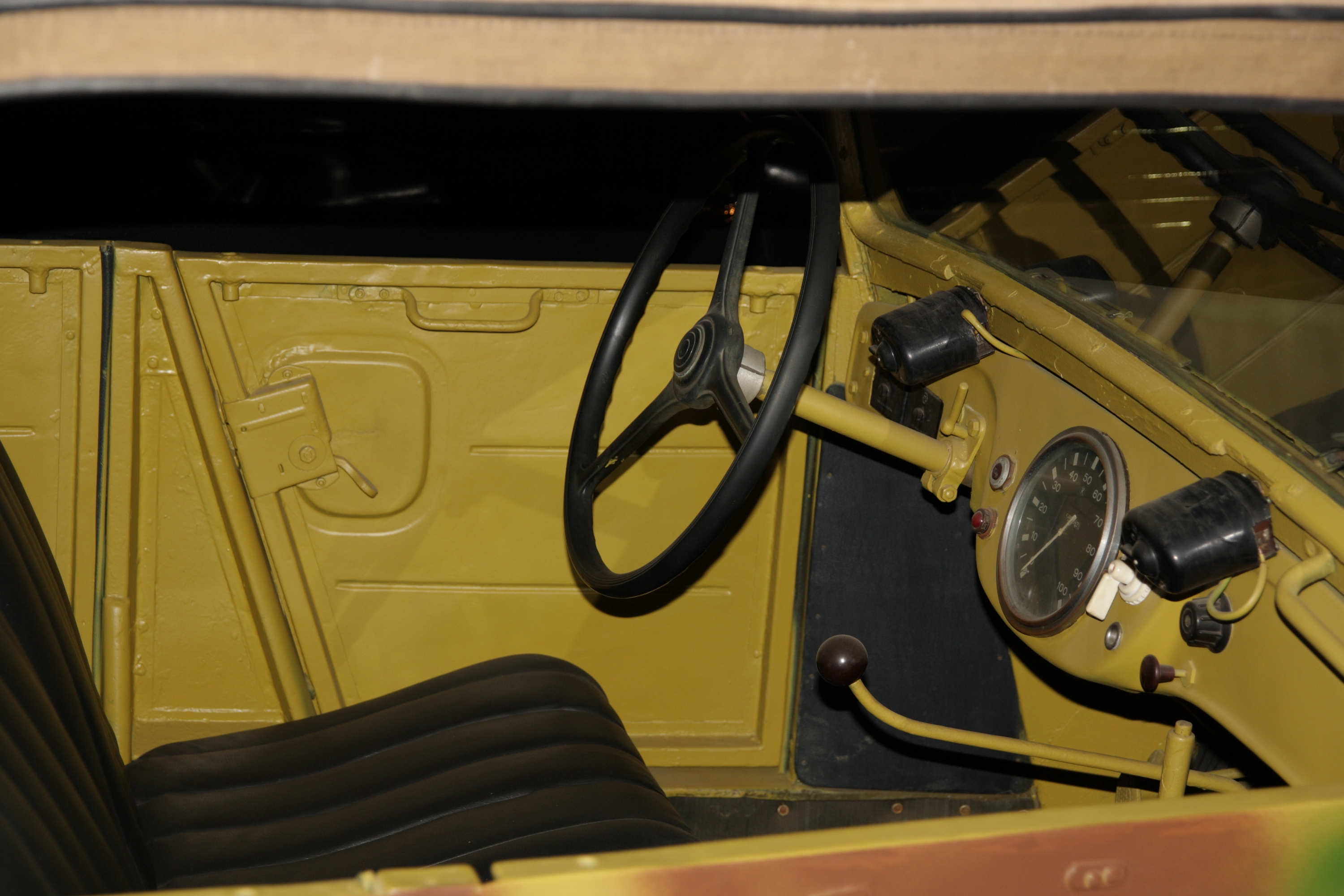
Interiér

## Technické údaje

### Motor a převodovka

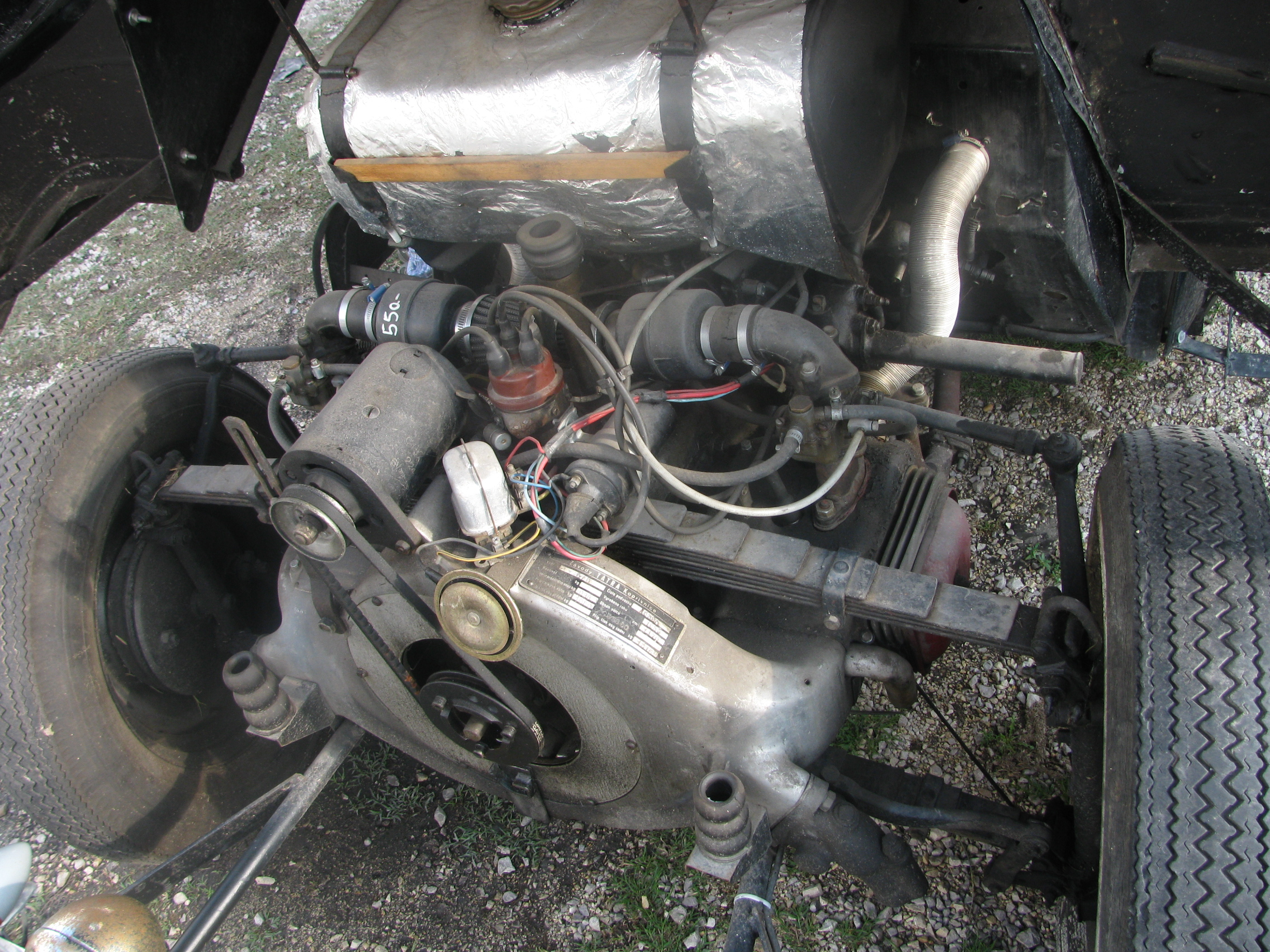
Motorový prostor vozu Tatra 57 B. Vpředu hliníkový kryt ventilátoru.

Zážehový čtyřdobý čtyřválec typu boxer, s rozvodem OHV. Kliková skříň je odlita z hliníku, válce jsou z šedé litiny. Chlazení vzduchové s trvalým nuceným prouděním pomocí ventilátoru na klikové hřídeli. Ventilátor je umístěn v uzavřené skříni na předním čele motoru. Z ní proudí vzduch dvěma kanály přes hlavu a horní část oplechovaných válců. Benzínová nádrž na 25 l (T 57) nebo 35 l (ostatní verze) je umístěna v motorovém prostoru na příčné stěně. Palivo je do karburátoru dopravováno samospádem.

- Zdvihový objem: 1155 cm³ (T 57, T 57A) nebo 1256 cm³ (T 57 B, T 57 K)
- Vrtání: 70 mm (T 57, T 57 A) nebo 73 mm (T 57 B, T 57 K)
- Zdvih: 75 mm
- Kompresní poměr: 4,9:1 nebo 5:1 (T 57 B)
- Karburátor: Zenith 30T (Solex 30 BFL)
- Zapalování: akumulátorové Bosch/Scintilla

- Převodovka: čtyřstupňová se zpátečkou, řadicí páka na středním tunelu. Hliníková skříň převodovky je přišroubovaná k bloku motoru.
- Spojka: suchá, lamelová, jednodesková.
- Rozvodovka: na zadní přírubě páteřové roury rámu. Pohon spojovacím hřídelem procházejícím páteřovou rourou. Stálý převod 4,727.[10]

### Podvozek
Podvozek je stavěn podle tradiční koncepce Tatra; motor, převodová skříň, spojovací roura a skříň zadní nápravy s rozvodovkou tvoří nosnou část vozu, na které je dvěma příčnými nosníky připevněna karoserie. Řízení je hřebenové.

Přední náprava je tvořena dvěma rovnoběžně uloženými příčnými půleliptickými listovými pružinami, které mají stejný účinek jako paralelogram.

Zadní náprava je dělená a skládá se ze dvou polonáprav, uložených ve skříni zadní osy. Zadní náprava má jednu příčnou půleliptickou listovou pružinu, umístěnou nad polonápravami. Pružina je shora připevněna k diferenciálu. Zadní náprava je hnací.

Brzdy bubnové na všech kolech. Kola rozměru 3,25×16" s ocelovými disky a pneumatikami rozměru 5,25×16, případně 5,50×16. Typ 57 K byl osazen pneumatikami 6,00×16.

Samotná šasi byla dodávána včetně kapoty s předními blatníky a náhradním kolem.

### Karoserie
Karoserie je tvořena dřevěnou kostrou, zvnějšku pokrytou lakovanými plechovými panely. Přední sedadla jsou z ocelových trubek. Čelní sklo je jednodílné. Okna dveří se spouštějí klikou. Jedny dveře se dají zavřít zevnitř, druhé lze zamknout zvenku. Podlaha je kryta koberci, polštářování je z umělé kůže. Střecha se skládá dozadu a je potažena nepromokavou gumovou látkou. Plechový kufr je namontován na zadní straně vozu. U typů T 57, T 57 A je přístupný jen zevnitř vozu sklopením opěradel zadních sedadel. Typ 57 B má zvenčí otevíratelné víko zavazadlového prostoru.

### Elektrická výzbroj

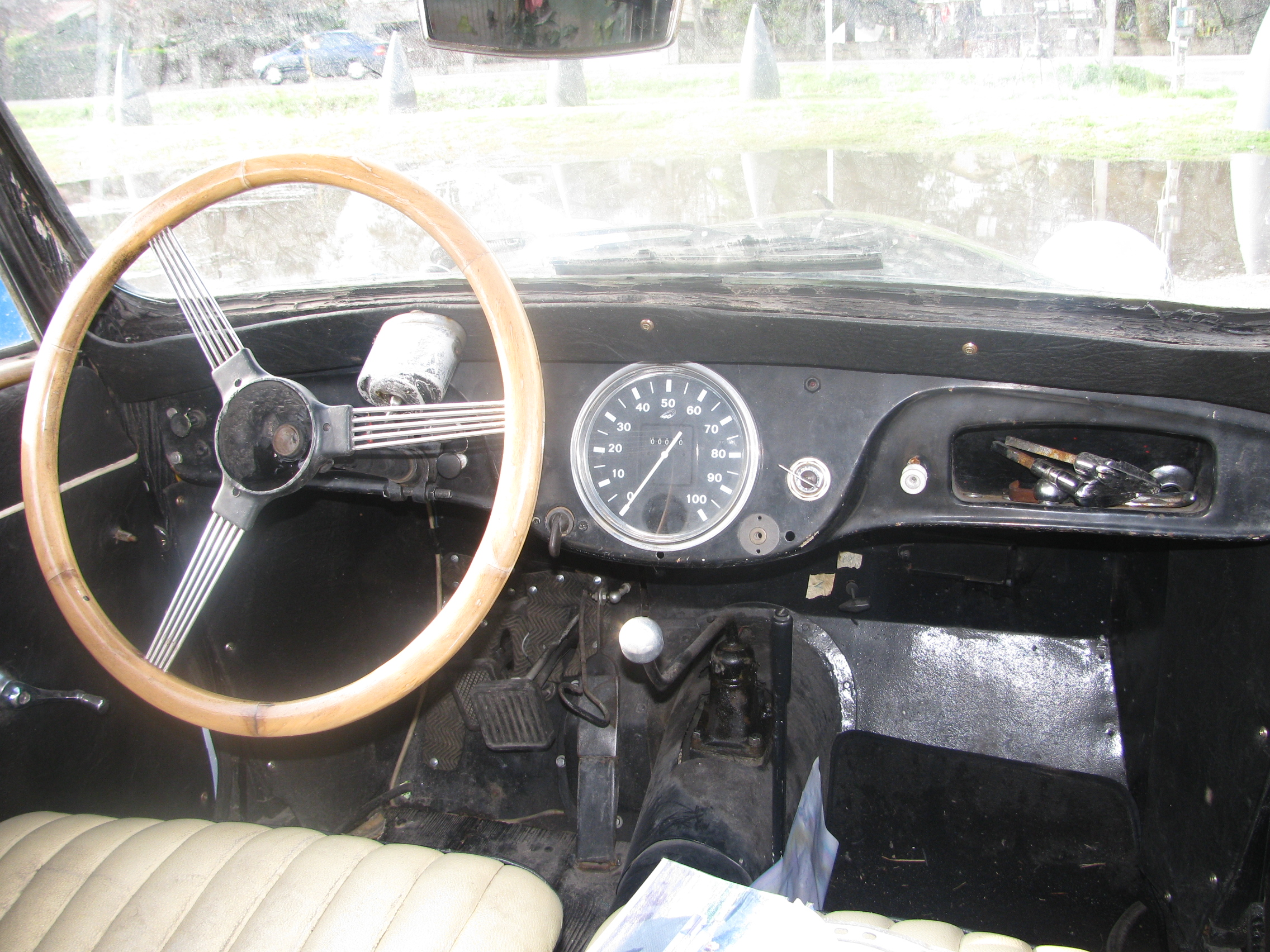
Palubní deska vozu Tatra 57 B. Uprostřed tachometr s počítadlem kilometrů.

Elektrická soustava pracuje s napětím 6 V, proud je dodáván dynamem, poháněným řemenem přes klikovou hřídel. Akumulátor 6 V s kapacitou 60 Ah je umístěn pod zadní sedačkou, u poválečných vozů je umístěn na příčné stěně motorového prostoru.

Elektroinstalace zahrnuje: elektrické osvětlovací a spouštěcí zařízení s nožním zapínáním 6 V, ruční houkačka, elektrická houkačka, bateriový rozdělovač se zapalovací svíčkou, dva reflektory, tachometr s počítadlem kilometrů, svítilna na přístrojové desce, elektrický stěrač předního okna, elektrický ukazatel směru jízdy, svítilna značkové tabulky a „Stop“, elektrický kontrolní přístroj mazání motoru, baterie.

### Ostatní výbava
Další vybavení vozu: náhradní kolo s pneumatikou, zasouvací skříňka na přístrojové desce, dvě čtyřpólová pojistková pouzdra, nářadí a náhradní součástky.

### Tabulka technických dat
|                       | T 57                            | T 57 A                          | T 57 B                          | T 57 K                        |
| --------------------- | ------------------------------- | ------------------------------- | ------------------------------- | ----------------------------- |
| Roky výroby           | 1931–1935                       | 1935–1938                       | 1938–1948                       | 1937–1948                     |
| Vyrobeno vozů         | 5 997                           | 8 019                           | 6 469                           | 6 055                         |
| Pohotovostní hmotnost | 780 kg                          | 900 kg                          | 930 kg                          | 870 kg                        |
| Hmotnost podvozku     | 410 kg                          | 450 kg                          | 450 kg                          | 450 kg                        |
| Délka                 | 3 400–3 500 mm                  | 3 500–4 000 mm                  | 4 000 mm                        | 3 980 mm                      |
| Šířka                 | 1 500–1 550 mm                  | 1 500–1 550 mm                  | 1 550 mm                        | 1 550 mm                      |
| Výška                 | 1 300–1 500 mm                  | 1 300–1 500 mm                  | 1 520 mm                        | 1 690 mm                      |
| Rozvor                | 2 550 mm                        | 2 550 mm                        | 2 550 mm                        | 2 550 mm                      |
| Rozchod               | 1 200 mm                        | 1 200 mm                        | 1 200 mm                        | 1 200 mm                      |
| Světlá výška          | 210 mm                          | 210 mm                          | 210 mm                          | 220 mm                        |
| Pneumatiky            | 5,25×16                         | 5,25×16                         | 5,25×16                         | 6,00×16                       |
| Zdvihový objem        | 1 155 cm³                       | 1 155 cm³                       | 1 256 cm³                       | 1 256 cm³                     |
| Výkon                 | 13,2 kW (18 k) při 3000 ot./min | 14,7 kW (20 k) při 3500 ot./min | 18,4 kW (25 k) při 3500 ot./min | 17 kW (23 k) při 3500 ot./min |
| Spotřeba paliva       | 8–9 l /100 km                   | 10 l /100 km                    | 10 l /100 km                    | 9,4 l /100 km                 |
| Nejvyšší rychlost     | 80 km/h                         | 80–90 km/h                      | 90 km/h                         | 90 km/h                       |